# أولا أدليفلت
أولا أدليفلت ولدت في نيي سبار من صندباي (21 يوليو 1736 إلى 1 أغسطس 1765). كانت فنانت سويدية (رسامة) ونبيلة. كانت عضوًا في الأكاديمية الملكية السويدية للفنون.
ولدت في ستوكهولم، ابنة كونت أكسيل سبار أف سوندبي وأوغوستا ثورنبيليت وتزوجت من البارون كارل أدلرفت. كانت طالبة لجوستاف لوندبيرج. ولفت، ورسمت في النفط. توفيت في مالمو.